# Associação Académica do Fogo
L'Associação Académica do Fogo és un club capverdià de futbol de la ciutat de São Filipe a l'illa de Fogo.

## Palmarès

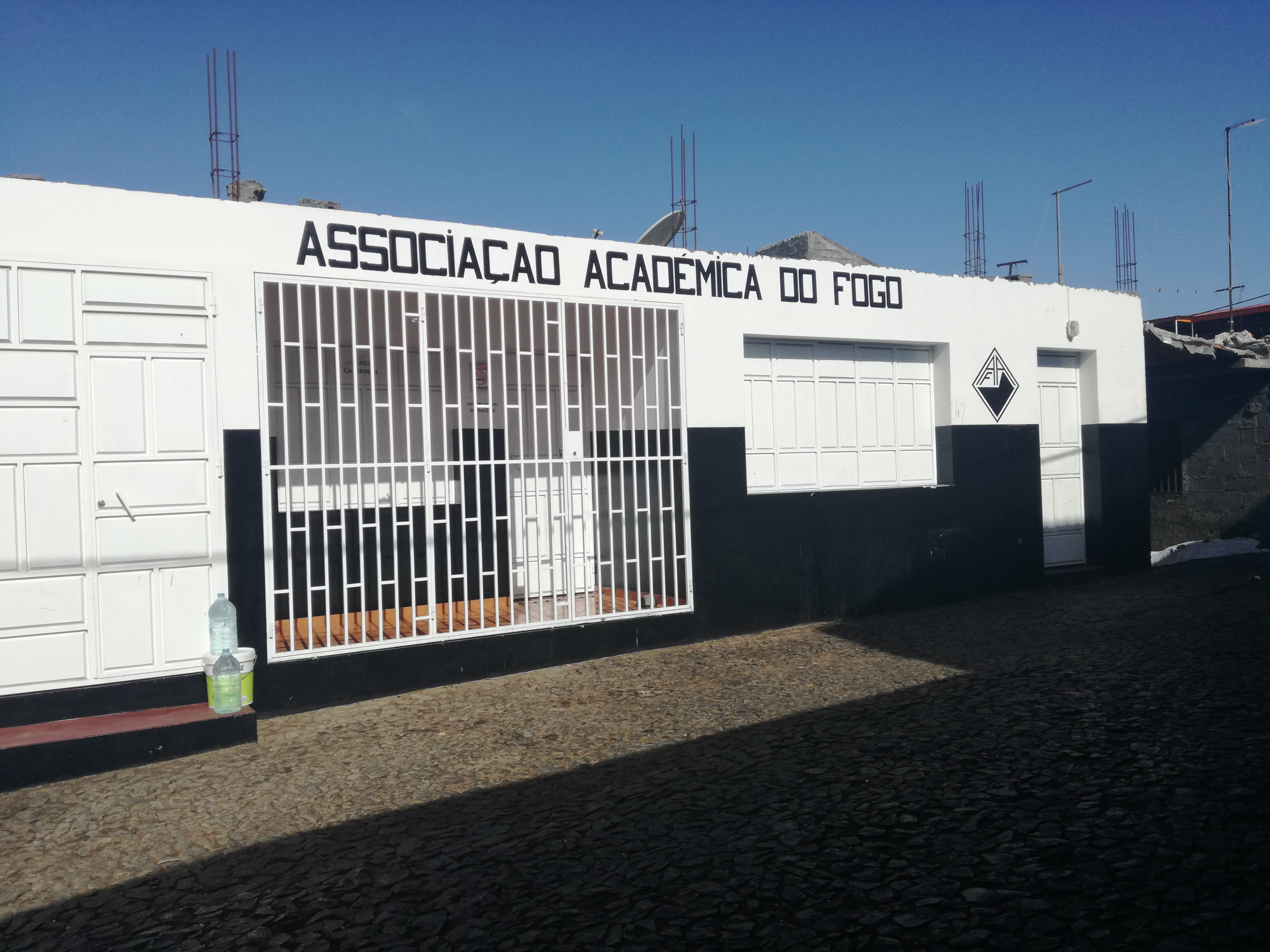
Seu del club.

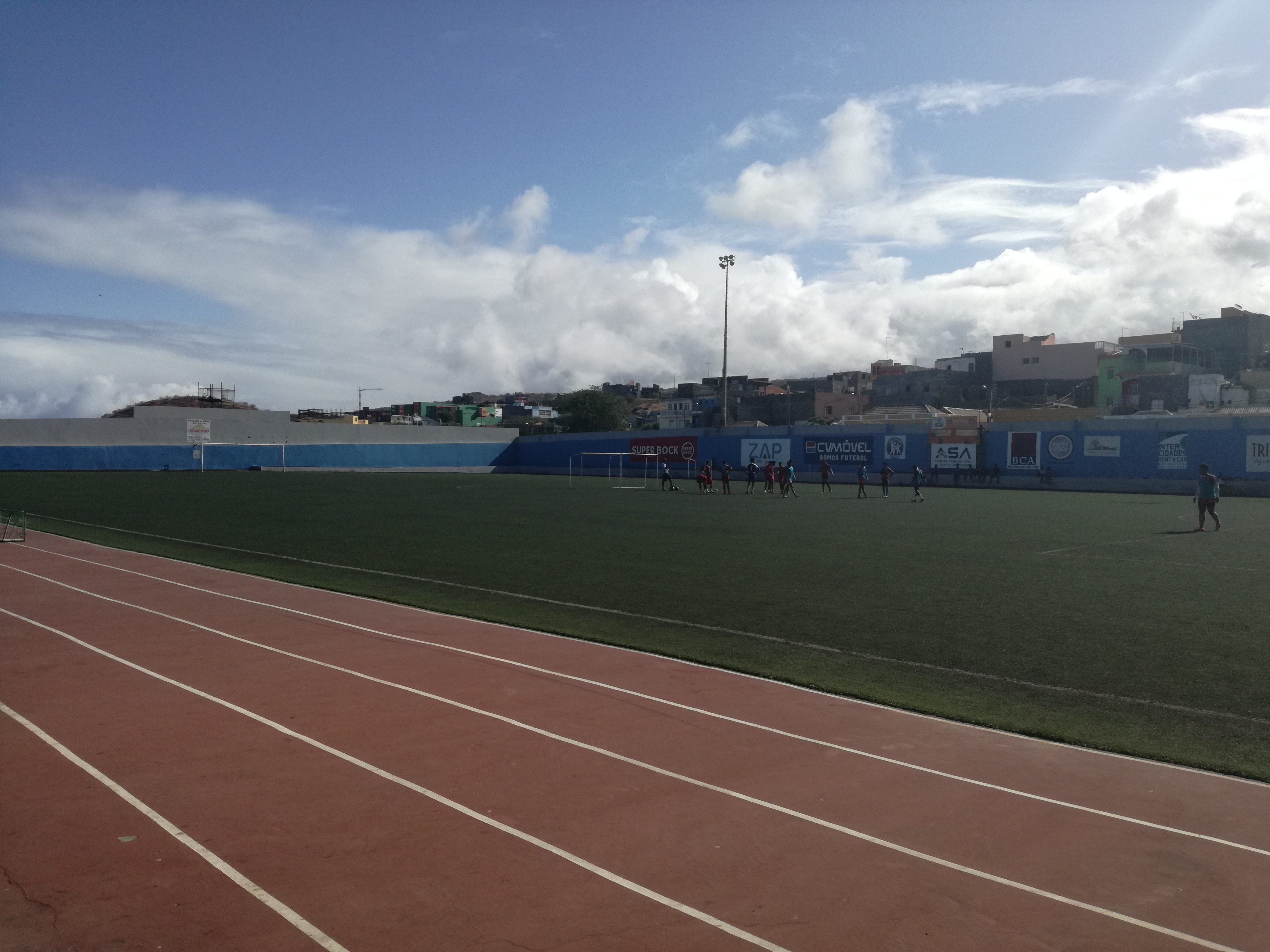
Estádio 5 de Julho, camp de l'Académica do Fogo.

- Lliga de Fogo de futbol:[5]

1984/85, 1986/87, 1987/88, 1990/91, 1992/93, 1994/95, 1996/97, 2001/02, 2004/05, 2007/08, 2011/12, 2012/13, 2013/14
- Copa de Fogo de futbol:

2001, 2002, 2008, 2009, 2017